# Liparis palawanensis
Liparis palawanensis är en orkidéart som beskrevs av Oakes Ames. Liparis palawanensis ingår i släktet gulyxnen, och familjen orkidéer. Inga underarter finns listade i Catalogue of Life.